# Träsknäsudden
Träsknäsudden är en udde i Finland. Den är en del av ön Våtskär och ligger i Lovisa stad och landskapet Nyland, i den södra delen av landet, 70 km öster om huvudstaden Helsingfors.
Terrängen inåt land är mycket platt. Havet är nära Träsknäsudden åt sydost.